# Reggenza di Tanah Datar
La reggenza di Tanah Datar (in indonesiano: Kabupaten Tanah Datar) è una reggenza dell'Indonesia, situata nella provincia di Sumatra Occidentale.